# Anna Katharine Green
Pour les articles homonymes, voir Green.
Anna Katharine Green, née le 11 novembre 1846 à Brooklyn, New York, et morte le 11 avril 1935, à Buffalo, État de New York, est une écrivaine américaine de roman policier. Surnommée la “Mère du roman policier”, elle est la première Américaine et l'une des premières femmes, avec la Britannique Mrs. Henry Wood, à se tailler une place en littérature policière.

## Biographie
Cadette des filles d'un célèbre avocat new-yorkais, James Wilson Green, elle fait ses études dans des institutions publiques et privées et obtient un diplôme d'études supérieures du Ripley Female College de Poultney (village), Vermont en 1867. Elle épouse Charles Rohlfs, un industriel de Buffalo, État de New York, en 1894.
Dès le temps de ses études, elle tente de se rapprocher des cercles littéraires et fait parvenir quelques-uns de ses poèmes à l'écrivain Ralph Waldo Emerson. Entre-temps, elle découvre la littérature policière en lisant les œuvres d'Edgar Allan Poe et d'Émile Gaboriau. Hormis un recueil de poésie (The Defence of the Bride, and Other Poems, 1882) et une pièce de théâtre (Risifi's Daughter, a Drama, 1887), sa plume se consacre dès lors entièrement au roman policier.
En 1878, elle publie son premier roman, Le Crime de la 5e Avenue, vendu à plus d'un million d'exemplaires et qui fait scandale à sa sortie, les autorités s'émouvant qu'il ait pu être écrit par une femme. Pourtant le roman, sous-titré une histoire d'avocat, est tout simplement inspiré de la carrière du père d'Anna Katharine Green. Y apparaît le policier new-yorkais Ebenezer Gryce, héros d'une douzaine d'enquêtes, parfois assisté, comme dans le premier opus, du jeune avocat Everett Raymond ou, l'espace d'une trilogie amorcée par Le Crime de Gramercy Park en 1897, de la vieille et fouineuse Amelia Butterworth, une des premières femmes détectives de toute la littérature policière et le prototype des Miss Marple d'Agatha Christie et Miss Maud Silver de Patricia Wentworth.
Anna Katharine Green est également la créatrice d'un autre détective amateur féminin en la personne de Violet Strange qui enquête dans le recueil de nouvelles The Golden Slipper, and Other Problems for Violet Strange (1915).

## Œuvre

### Romans

#### SérieEbenezer Gryce
- The Leavenworth Case: a Lawer's Story (1878) Publié en français sous le titre L’Affaire Leavenworth, Paris, Hachette, 1905 Publié en français dans une autre traduction sous le titre Le Crime de la 5e Avenue, Paris, Tallandier,  coll. Les Romans mystérieux, 1931 ; réédition, Paris, Librairie des Champs-Élysées, Le Masque no 381, 1950 1996 ; réédition dans Chapeau claque et fins Limiers : six enquêtes de la Belle Époque, Paris, Éditions Omnibus, 2013
- A Strange Disappearance (1880) Publié en français sous le titre Une étrange disparition, Paris, Tallandier, coll. Les Romans mystérieux, 1912 ; réédition, Paris, Tallandier, coll. Criminels et policiers no 27, 1934
- Hand and Ring (1883) Publié en français sous le titre La Main et la Bague, Paris, Tallandier, coll. Les Romans mystérieux, 1910 ; réédition, Paris, Tallandier, coll. Criminels et policiers no 30, 1934
- Behind Closed Doors (1888) Publié en français sous le titre Portes closes, Paris, H. Simonis Empis, , 1893 Publié en français dans une autre traduction sous le titre Derrière les portes closes, Paris, Tallandier, coll. Les Romans mystérieux, 1912 ; réédition, Paris, Tallandier, coll. Criminels et policiers no 30, 1934
- A Matter of Millions (1891)
- The Doctor, His Wife, and the Clock (1895)
- That Affair Next Door (1897) Publié en français sous le titre Le Crime de Gramercy Park, Paris, Tallandier, 1907 ; réédition, Toulouse, Éditions Ombres, coll. Petite Bibliothèque Ombres no 124, 1999
- Lost Man's Lane: a Second Episode in the Life of Amelia Butterworth (1898) Publié en français sous le titre L'Allée des disparus
- The Circular Study (1900)
- One of my Sons (1901) Publié en français sous le titre Lequel des trois ?, Paris, Tallandier, 1909 ; réédition, Paris, Tallandier, coll. Criminels et policiers no 49, 1934
- Initials Only (1911)Frontispice en couleur réalisé par Arthur I. Keller
- The Mystery of the Hasty Arrow (1917)

#### SérieCaleb Sweetwater
- Agatha Webb (1899)
- The Woman in the Alcove ou The Woman of Mystery (1906) Publié en français sous le titre La Dame au diamant, Paris, Hachette, 1908
- The House of the Whispering Pines (1910)

#### Autres romans
- The Sword of Damocles: a Story of New York Life (1881)
- XYZ: a Detective Story (1883)
- The Mill Mystery (1886)
- 7 to 12: a Detective Story (1887)
- Forsaken Inn (1890)
- Cynthia Wakeham's Money (1892)
- Marked "Personal" (1893)
- Miss Hurd: an Enigma (1894)
- Doctor Izard (1895)
- Three Woman and a Mystery (1902)
- The Filigree Ball: Being a Full and True Account of the Solution of the Mystery Concerning the Jeffrey-Moore Affair (1903) Publié en français sous le titre Le Médaillon, Paris, Hachette, 1910
- The House in the Mist (1905)
- The Millionaire Baby (1905) Publié en français sous le titre L’Enfant millionnaire, Paris, Hachette, 1907
- The Chief Legatee (1906)
- The Mayor's Wife (1907) Publié en français sous le titre Son secret, Rouen, Journal de Rouen, 1921
- Three Thousand Dollars (1910)
- Dark Hollow (1914)
- The Step on the Stair (1923)
- The Bronze Hand (2008), court roman posthume

### Nouvelles

#### Recueils de nouvelles
- The Old Stone House, and Other Stories (1891)
- A Difficult Problem, and Other Sories (1900)
- The Amethyst Box (1905)
- Masterpieces of Mystery (1913)
- The Golden Slipper, and Other Problems for Violet Strange (1915)
- To the Minute ; Scarlet and Black: Two Tales of Life's Perplexities (1916)
- Perplexities (1916)
- Room Number 3, and Others Detective Stories (1913) Publication en français de la première nouvelle seulement sous le titre La Chambre numéro 3, Paris, Lectures pour tous, 1920

#### Nouvelles isolées
- An Entertainement of Mysteries (1886)
- Is Beauty a Blessing (1891)
- A Memorable Night (1892)
- The Forsaken Inn (1900)
- Three Thousand Dollars (1908)
- The Grotto Spectre (1913)
- The Thief (1913)

### Poésie
- The Defence of the Bride, and Other Poems (1882)

### Théâtre
- Risifi's Daughter, a Drama (1887)

## Adaptation cinématographique
- 1936 : The Leavenworth Case de Lewis D. Collins, avec Donald Cook et Norman Foster.

## Sources
- Jacques Baudou et Jean-Jacques Schleret, Le Vrai Visage du Masque, vol. 1, Paris, Futuropolis, 1984, 476 p. (OCLC 311506692), p. 46-48.
- Claude Mesplède, Dictionnaire des littératures policières, vol. 1 : A - I, Nantes, Joseph K, coll. « Temps noir », 2007, 1054 p. (ISBN 978-2-910686-44-4, OCLC 315873251), p. 884-885.
- (en) John M. Reilly (Ed.), Twentieth-century crime and mystery writers, New York, St. Martin's Press, coll. « Twentieth-century writers of the English language », 1982 (réimpr. 1991), 2e éd., 1568 p. (ISBN 978-0-312-82417-4, OCLC 6688156), p. 42-44.